# Sasha Campbell
Sasha Carolyn Campbell Barr, más conocida como Sasha Campbell (San José, 1 de febrero de 1977), es una cantante, periodista, locutora y presentadora de televisión costarricense. 
Es una de las cantantes y personalidades de la televisión de su país más reconocidas. Famosa por su participación en el programa de televisión Buen día de Teletica Canal 7.

## Biografía

### Inicios
Sasha Campbell nació en San José, Costa Rica, el 1 de febrero de 1977. Es la menor de siete hermanos: Doris Campbell (bailarina profesional), Narda Campbell (Administradora de Negocios), Luis Campbell (Empresario), Epsy Campbell (Vicepresidenta de Costa Rica durante el Gobierno de Carlos Alvarado Quesada); Shirley Campbell (poetiza), Gustavo Campbell (empresario). Sus padres son Luis Campbell y Shirley Barr. En su infancia, Sasha realiza sus estudios primarios y segundarios en el Conservatorio Castella.
A los dieciséis años, tiene su primer contacto con la música. Junto con unas amigas cercanas forma un grupo musical y con ellas participa en un Show de Variedades donde tiene una sobresaliente presentación. Participa y gana en varias competencias de talentos. Tanto éxito obtiene que el Centro Costarricense de la Ciencia y la Cultura (Museo de los Niños de Costa Rica) la invita a grabar una canción para una de sus exhibiciones.
Oscar Ortiz conocido como “Mr. Rasta”, una personalidad de la televisión y la radio costarricense de la época de los años 1990, la contacta y la lleva a tener sus primeros contactos con la televisión y con, lo que sería una de sus grandes pasiones, la radio. En esas épocas empieza ya a cantar a niveles más profesionales y canta con Caribean Family, una agrupación de varios artistas costarricenses quienes por su lado han tenido prosperas carreras. También forma junto a Enoch Samuels y Enrique Castillo, el grupo Natural Vibes, con quienes graba un video, para la canción “Welcome to my World”.

### La radio
Su primera participación en radio es en el programa “Diaspora” en Radio Sonora, un programa de corte cultural caribeño. Este espacio obtiene el tercer lugar en el Festival Latinoamericano de Radio. Al poco tiempo trabaja para la desaparecida emisora Power 95 en el año 96, al poco tiempo pasa a la popular emisora Radio Uno en 1997. Tras sobresalir al aire en la radio, llega a donde fue su casa, Radio 911. 
Durante su estadía en esta emisora, donde desarrolla los importantes programas Infómanas y Calibre 38, este último reconocido y de alta popularidad.

### Squad
El 14 de febrero de 1999 le invitan a participar en un evento, forma una agrupación llamada “Imani”. A raíz de esta presentación es invitada a aparecer en televisión, esta aparición capta la atención y es invitada a presentarse con el grupo “Claro Oscuro” en el Teatro Nacional. Participa en un festival de Música R&B y allí conoce a Robert Aguilar, ambos entablan una amistad y acuerdan formar una nueva agrupación, Squad.
Este grupo se convertiría en una agrupación pionera, los otros miembros son Janice Bayfield, Enoch Samuels y Dan Robinson. Se presentan con gran suceso por todo Costa Rica y llevan la vanguardia como el grupo pionero de Soul y R&B de Costa Rica. En el 2003, Squad se deshace para que sus miembros busquen proyectos personales. Sasha, decide buscar una carrera como solista.

### Carrera  como solista
En el 2003 es designada como Baluarte Artístico Nacional, tras inicios en búsqueda de un rumbo artístico, sufre la dolorosa pérdida de quien era uno de sus amigos más cercanos, Nehl Anderson Chollete. Este evento afecta profundamente a Sasha quien se encontraba en proceso de componer las letras de sus canciones, en honor a la memoria de su amigo encuentra inspiración y empieza a preparar lo que sería su primer disco.
En el 2005 canta con la Banda del Conservatorio de Cartago en el Desfile del Torneo de las Rosas y la cadena Univisión le llama “La voz de Los Ángeles Americanos”. 
Ese mismo año presenta “Soulmate” su primer disco. Aclamado por los medios y de excelente recepción. Inclusive, es considerado, como una de las producciones costarricenses más importantes de esa década. Un disco que es claro testimonio de su entorno y su experiencia de vida.  Las letras de sus canciones son testimonio y una mirada muy íntima a su interior. Este disco la confirma como una de las cantantes femeninas más importantes de Costa Rica en los últimos tiempos. Constantemente se presenta y tiene la oportunidad de cantar por Centroamérica. 
Es durante esa época de éxito, cuando nace su hija Iana Ifé. La felicidad la sobrecoge y la cambia para siempre. Logra balancear su rol de madre y artista con mucha disciplina. 
En su natal Costa Rica ha compartido escenario con las más importantes agrupaciones musicales, como Editus, Orquesta Filarmónica de Costa Rica, Son de Tikizia entre otros. acumulando tablas y experiencia en varios géneros.
Durante esta época, Sasha da presentaciones de apertura a grandes luminarias de la música, en muy diversos géneros (testimonio de su amplio rango como artista). Artistas como Franco De Vita, José Luis Rodríguez "El Puma", Ricardo Montaner, Dyango, Sean Paul, Il Divo, Beenie Man, Whitesnake, Judas Priest y Gustavo Cerati, legendario músico, con quien inclusive canta. 
En el 2008, hace una gira de conciertos por Europa de gran suceso. Pero, quizá su gira más importante es cuando en el 2009 viaja a Los Ángeles, California. 
En Los Ángeles, California Sasha recibe clases de canto y talleres de formación vocal con el legendario Seth Riggs, instructor vocal de artistas de la talla de Ray Charles, Josh Groban, Michael Jackson y Madonna solo por mencionar algunos; y creador del método Speech Level Singing.
En su carrera en Los Ángeles; en relativamente muy poco tiempo alcanza presentarse en el famoso House of Blues del Sunset Strip el 1 de febrero. Canta en una de las prestigiosas after party después de la entrega de los Premios Óscar, la invitan a asistir a la mundialmente reconocida Semana de la Moda en Nueva York y tiene una exitosa temporada de conciertos  por los Estados Unidos. Cuando todo parecía ir a su favor, en Costa Rica empieza a circular un rumor de que será invitada a abrir los conciertos a la reconocida banda U2, este rumor inclusive es publicado por un importante medio aún sin confirmar. Esto desata una gran controversia y polémica acerca del mal uso de la imagen de la artista por parte de la Empresa quien le representaba en ese momento. En lo que puede ser considerado su momento artístico más complicado, Sasha toma la decisión de regresar a Costa Rica.  
Al llegar a Costa Rica, Sasha no puede dejar atrás su pasión por la música y pronto forma: The Groovemakers. Con ellos empieza a realizar presentaciones y se reinventa como cantante. Sus presentaciones son de primer nivel. En escena se le ve revigorizada y su voz más deslumbrante que nunca. 
La revista SoHo, la invita a posar para sus páginas y la edición en la cual aparece se convierte en una de las más comentadas y reconocidas de la revista. 
En septiembre de 2009 entra a trabajar como periodista para el programa matutino Buen Día de Canal 7 (Costa Rica). Gracias a su carisma y a su presencia en cámaras, en poco tiempo se convierte en una de las caras del programa. 
El 2 de abril de 2014, es elegida  como parte de los actos de apertura para la presentación del cantante Michael Bolton en Costa Rica, donde además tuvo una presentación a dúo con el cantante. Sasha interpretó junto a Michael Bolton el tema Lean On Me de Bill Withers, siendo ovacionada por el público y posteriormente por la prensa.  
Desde 2014, Sasha realiza una serie de conciertos internacionales, en México y París, lo que pronto empieza a entrar en conflicto con su trabajo como presentadora del espacio matutino, por lo que en junio de 2014, presenta su renuncia para poder dedicarse de lleno a la música y proyectos personales.

### Salud Mental y Vocera en temas de Felicidad
En setiembre del 2017 Sasha publica en su blog un artículo sobre su lucha personal contra la depresión. El artículo se vuelve viral y la motiva a iniciar un proceso de capacitación como entrenador y gestora de felicidad para poder ayudar a otras personas que luchan con la enfermedad. Inicia además la creación de una fundación para concentizar, ofrecer capacitación y buscar opciones de tratamiento accesible.